# Бурури (провинция)
Бурури е една от 18-те провинции на Бурунди. Намира се в западната част на страната и обхваща територия от 4 680 km2. Една от най-големите провинции в страната до 2015 г., когато общините Бурамби, Буйенгеро и Румонге преминават към новосъздадената провинция Румонге. Столица е едноименият град Бурури. 
Провинция Бурури е създадена на 26 септември 1960 г. като част от националните политически и административни реформи, инициирани от белгийската колониална администрация в Руанда-Урунди. През 1962 г. Бурунди получава независимост и провинцията е запазена в новата конституция на страната.
В провинция Бурури се намира природният резерват Бурури Форест, част от бивша афромонтанска тропическа гора. Оттук извира река Рувиронза, най-южният извор на Нил.
Бурури е известна с броя на военните и политическите лидери, които са родени там, включително трима последователни президенти (Мишел Микомберо, Жан-Батист Багаза и Пиер Буйоя).

## Общини
Провинция Бурури включва шест общини:
- община Бурури
- община Вянда
- община Матана
- община Мугамба
- община Рутову
- община Сонга